# Mount Cavaney
Mount Cavaney ist ein 2820 m hoher Berg im ostantarktischen Viktorialand. In der Deep Freeze Range ragt er unmittelbar nördlich des Kopfendes des Capsize-Gletschers auf.
Die Nordgruppe der von 1965 bis 1966 dauernden Kampagne im Rahmen der New Zealand Geological Survey Antarctic Expedition benannten ihn nach Roderick John Cavaney, einem Geologen dieser Mannschaft.